# Saque de esquina
En el fútbol, el saque de esquina, saque de córner, córner, tiro de esquina o puntapié de rincón es un método de reanudación del juego aplicado en caso de que el balón haya salido por encima de la línea de gol, sin que se haya marcado éste y habiendo sido tocado por última vez por un miembro del equipo contrario. El tiro se ejecuta desde la esquina del terreno de juego más cercana al lugar donde el balón cruzó la línea de gol. Esta regla está reflejada en el reglamento de juego como regla n.° 17. Los saques de esquina se consideran una oportunidad razonable de gol para el equipo atacante, aunque no tanto como un tiro penal o un tiro libre directo cerca del borde del área penal.

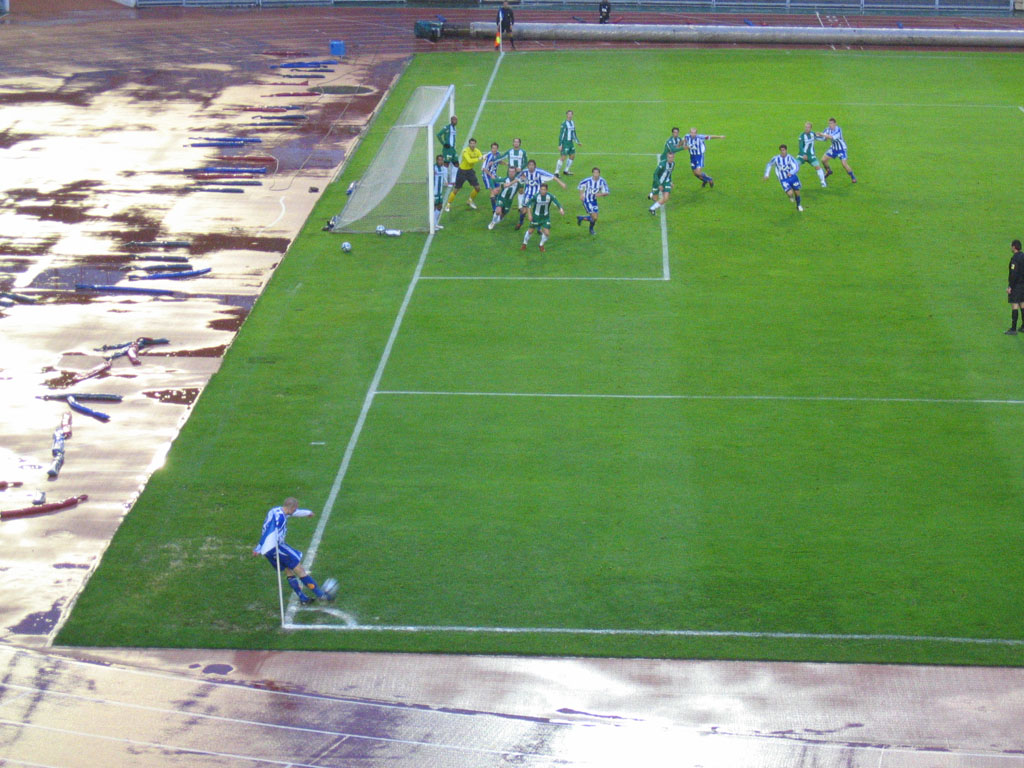
Saque de esquina a favor del equipo blanquiazul.

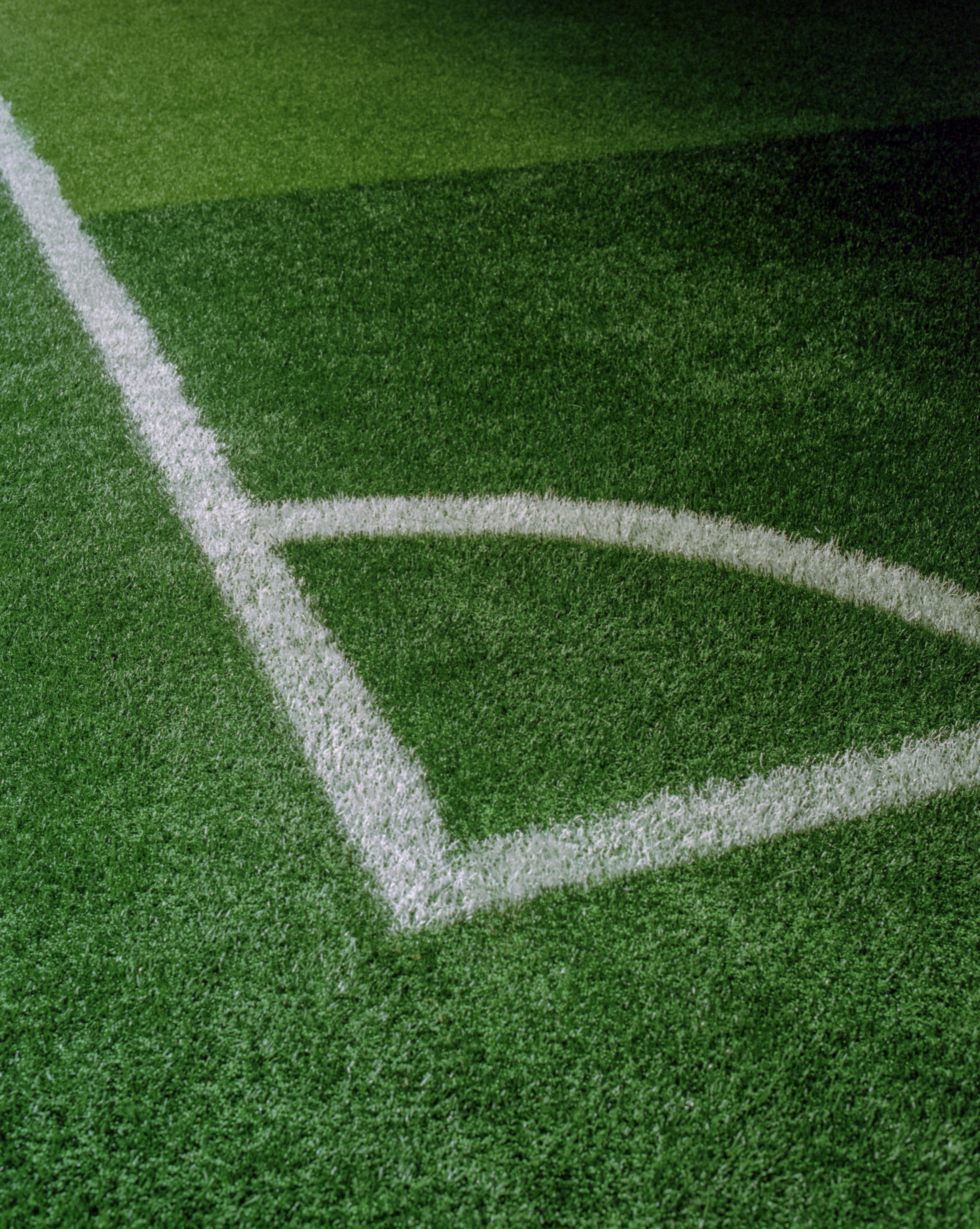
Área del saque de esquina.

## Cobro
Según las reglas del fútbol, se concede un saque de esquina cuando el balón atraviesa completamente la línea de meta fuera del marco de la portería después de haber sido tocado por última vez por un miembro del equipo que defiende ese extremo del campo. A los efectos de esta regla, no importa si este toque es deliberado; está permitido patear el balón a un oponente para conseguir un saque de esquina.
También se cobra un saque de esquina en lugar de un gol en propia puerta cuando el balón entra en la portería de un equipo, habiendo sido tocado por última vez por un miembro del equipo defensor, en las siguientes situaciones excepcionales:
- Directamente de un saque inicial,[2] tiro libre (ya sea directo o indirecto),[2] saque de banda,[2] saque de meta,[2] o saque de esquina.[2]
- De un balón a tierra, si este no ha sido tocado por al menos dos jugadores.[2]

El tiro de esquina se ejecuta desde la esquina que estaba más cerca del punto donde el balón quedó fuera de juego.

## Procedimiento

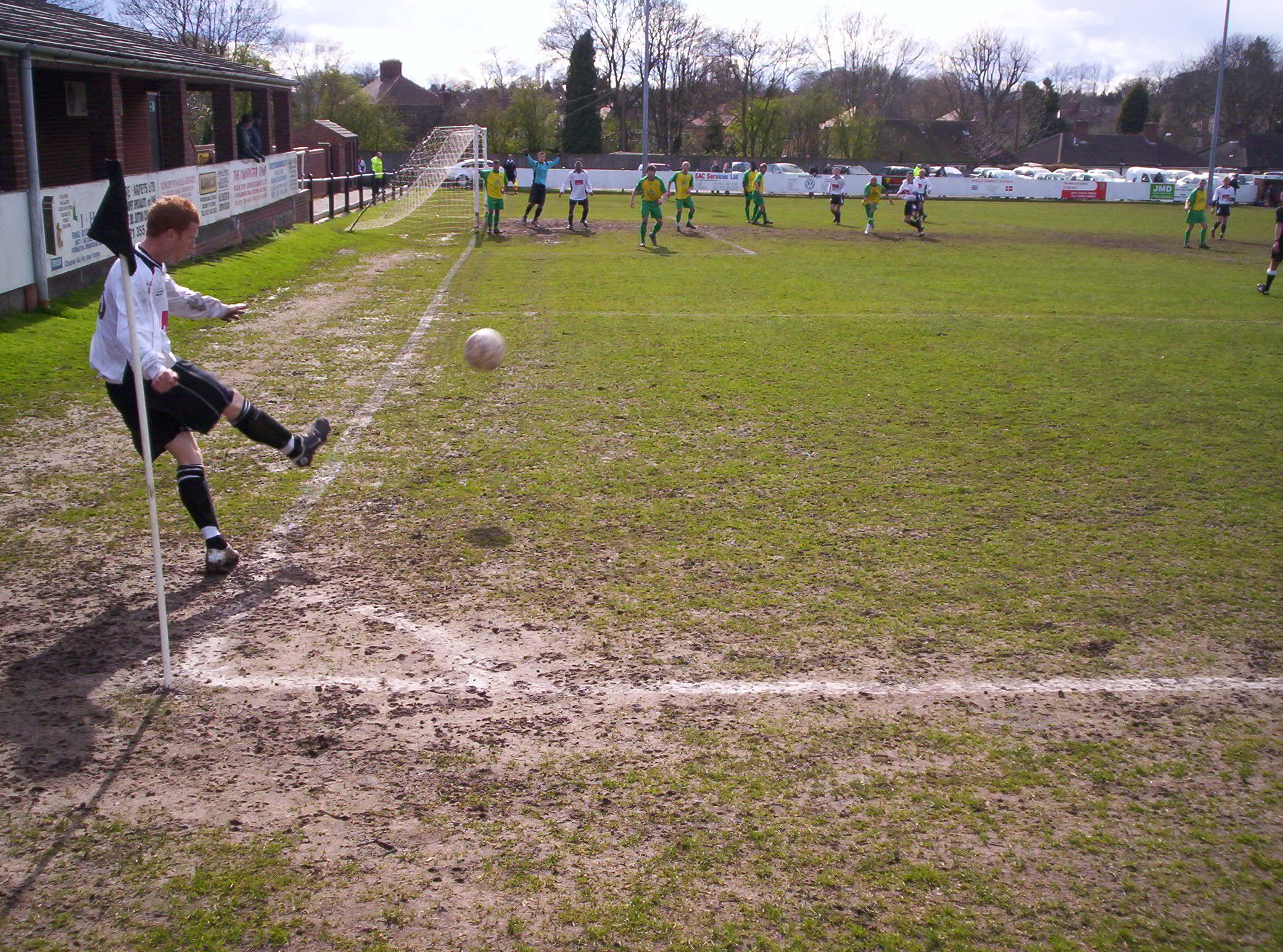
Jugador ejecutando un saque de esquina

- El árbitro asistente tiene que señalar que se debe otorgar un saque de esquina levantando primero su bandera y luego usándola para señalar el área de la esquina en su lado del campo; sin embargo, esto no es una indicación de qué lado debe ejecutarse el saque. El árbitro principal el saque indicando, con una extensión del brazo hacia arriba, el área del saque de esquina desde donde se ejecutará el tiro.[1]
- El balón debe estar detenido y en el suelo dentro del área de esquina formada por un cuarto de círculo con un radio de una yarda (1 metro) desde el banderín de esquina dentro del campo de juego.[3][4]
- Todos los jugadores contrarios deben estar al menos a 10 yardas (9,15 metros) del área de esquina hasta que el balón esté en juego. Opcionalmente, se pueden hacer marcas en la línea de gol y la línea de banda a una distancia de 10 yardas del área de la esquina para ayudar al árbitro a hacer cumplir esta disposición.[5]
- El balón está en juego cuando se patea y se mueve claramente; no necesita salir del área de la esquina.[3]
- El jugador que ejecuta el saque de esquina no puede tocar el balón por segunda vez antes de que haya tocado a otro jugador.[3]
- El equipo atacante puede anotar directamente de un saque de esquina, aunque esto es poco común. Un gol en propia puerta no se puede marcar directamente: en el caso extremadamente improbable de que el balón vaya directamente a la meta del equipo atacante desde un saque de esquina, se concederá un saque de esquina al lado contrario.[1]
- Un jugador atacante que recibe directamente el balón de un saque de esquina no puede ser sancionado por fuera de juego.[1]

### Infracciones
Si el saque se ejecuta con un balón en movimiento, o desde un lugar equivocado, se repite el saque de esquina. Los jugadores oponentes deben retirarse a la distancia requerida como se indicó anteriormente. El no hacerlo con prontitud puede constituir una falta y ser sancionado con una tarjeta amarilla. También, se debe amonestar al jugador que retrasa excesivamente la reanudación del juego.
Es una infracción que el pateador toque el balón por segunda vez antes de que haya sido tocada por otro jugador; esto se sanciona con un tiro libre indirecto a favor del equipo defensor desde donde se produjo la infracción, a menos que el segundo toque fuera también una infracción de mano más grave, en cuyo caso se concede un tiro libre directo al equipo defensor.

### Tácticas en la toma y defensa de un córner

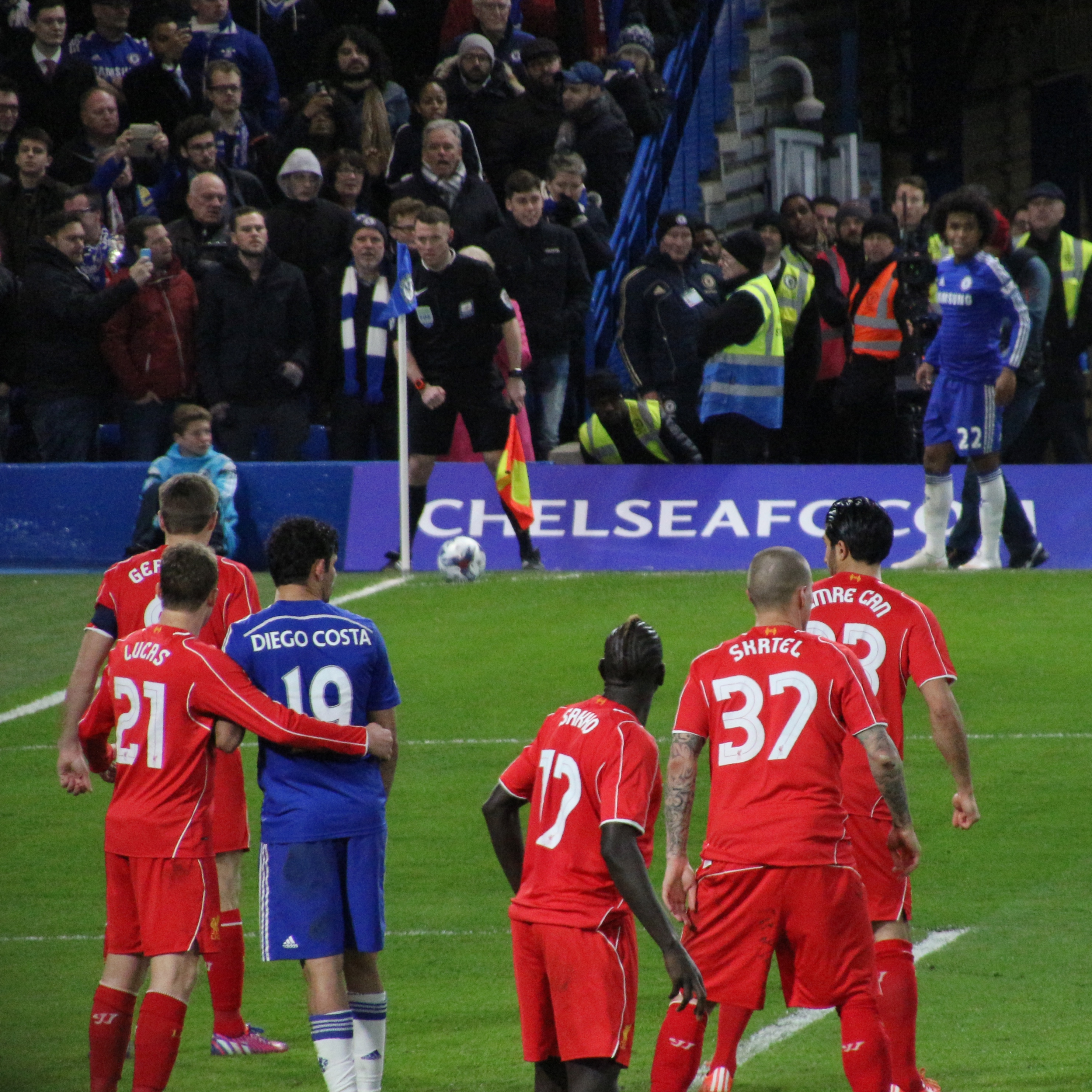
Jugadores del Liverpool (rojo) preparándose para defender un córner del Chelsea (azul).

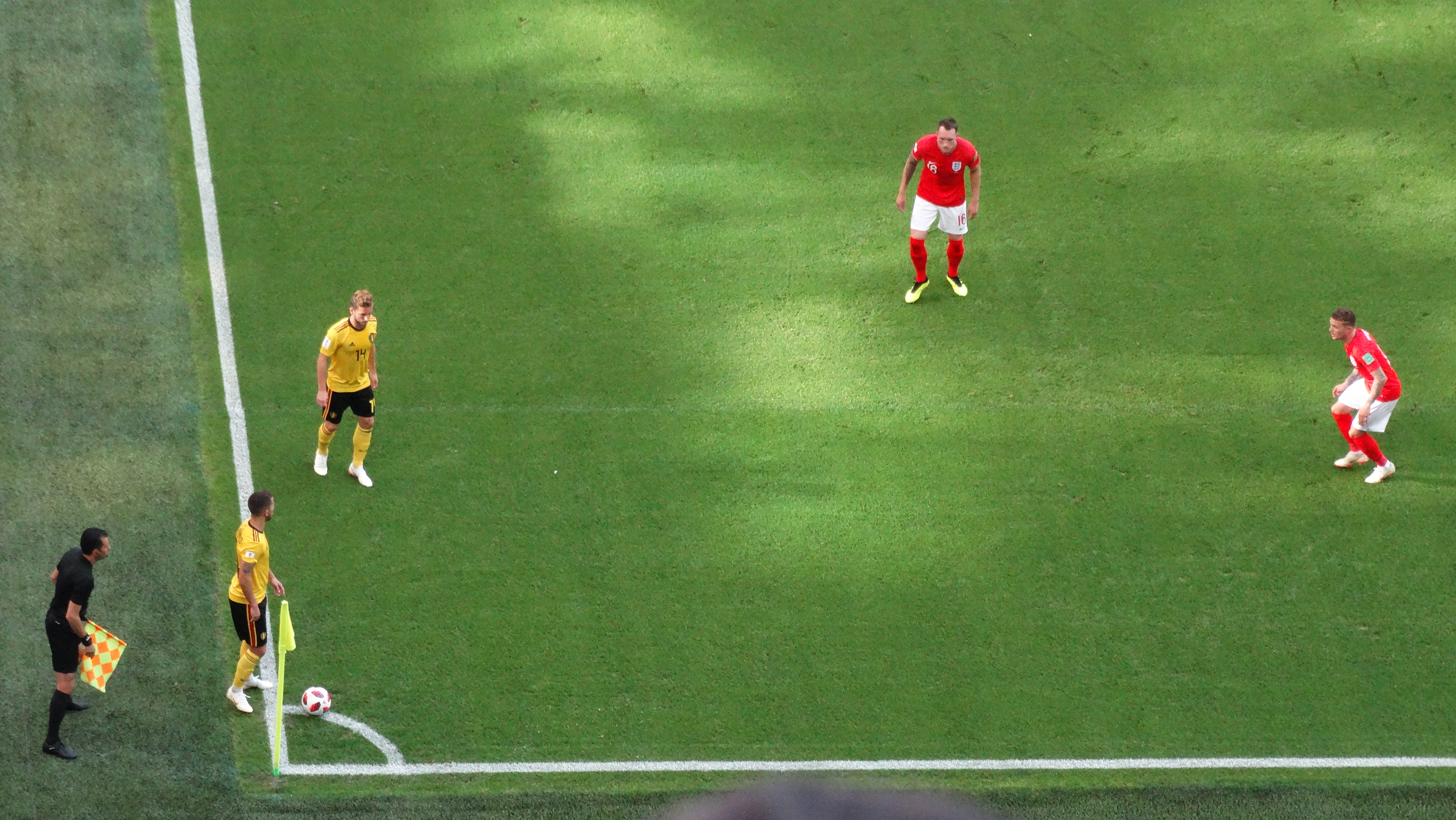
Eden Hazard de la selección de Bélgica (izquierda, amarillo) durante una opción de jugar un córner corto contra la selección de Inglaterra (rojo) en la Copa Mundial de 2018.

Una táctica común es que varios atacantes se paren cerca de la portería, después de lo cual el lanzador del córner cruza el balón para que salten e intenten cabecear el balón para marcar un gol.
El equipo defensor puede optar por formar un muro de jugadores en un intento de forzar el juego del balón hacia un área que sea más fácil de defender. Sin embargo, esto no se hace con frecuencia porque los defensas deben permanecer al menos a 10 yardas del balón hasta que esté en juego.
El equipo defensor también tiene la opción de ordenar a un jugador que adopte una posición junto a uno o ambos postes de la portería para brindar protección a la portería además del portero. El motivo por el cual se opta por colocar a un jugador al lado de un poste es para proteger la mayor parte del área de la portería y no hay pérdida en la capacidad de jugar una «trampa de fuera de juego» porque el fuera de juego no se aplica al primer toque de una esquina, y compensa el posicionamiento y/o el alcance de un portero.
Además, el equipo defensor tiene que decidir cuántos jugadores necesita para defender un saque de esquina. Los equipos pueden retirar a todos los jugadores a una área defensiva; sin embargo, esto disminuye la posibilidad de un contraataque si se recupera la posesión y, como tal, permite que el lado atacante comprometa a más jugadores a atacar la portería. Retirar a todos los jugadores a un área defensiva también significa que si se despeja el balón de un centro inicial, es más que probable que el equipo atacante recupere la posesión del balón y comience un nuevo ataque.
En situaciones en las que se otorga una jugada de balón parado, como un saque de esquina, a un equipo que pierde por un solo gol en las etapas finales de un partido en el que conceder tiempo extra es de mínima consecuencia (es decir, en un torneo de eliminación), un equipo puede posicionar todos sus jugadores, incluido su portero, en el ataque. Sin embargo, de no conseguir marcar el gol y/o perder el balón, conllevaría a un contraataque y posible gol a distancia sin portero por parte del equipo defensor, finiquitando el partido.

#### Hombre versus marcaje zonal
Dos estrategias populares que se utilizan para defender las esquinas se denominan «marcación al hombre» y «marcación zonal». El marcaje al hombre implica que a cada jugador defensivo en un saque de esquina se le asigna un jugador atacante para defender, con el objetivo de evitar que el jugador atacante cabecee el balón. La otra táctica, el marcaje zonal, consiste en asignar a cada jugador una zona del área a defender (su "zona"). El objetivo de los jugadores en el marcaje zonal es llegar primero a la pelota si entra en su zona y alejarla del peligro antes de que un jugador atacante pueda alcanzarla.

#### Tácticas alternativas
En lugar de que el pateador intente un centro, una estrategia alternativa para el equipo atacante es el saque de esquina corto. El balón se pasa a un jugador cercano al pateador, para crear un mejor ángulo de aproximación hacia la portería. Los equipos que quieran, por diversas razones, entre ellas el ir ganando un partido, hacer tiempo pueden mantener el balón en la esquina del campo el mayor tiempo posible en lugar de intentar un ataque.

## Marcar un gol directo desde saque de esquina:Gol olímpico

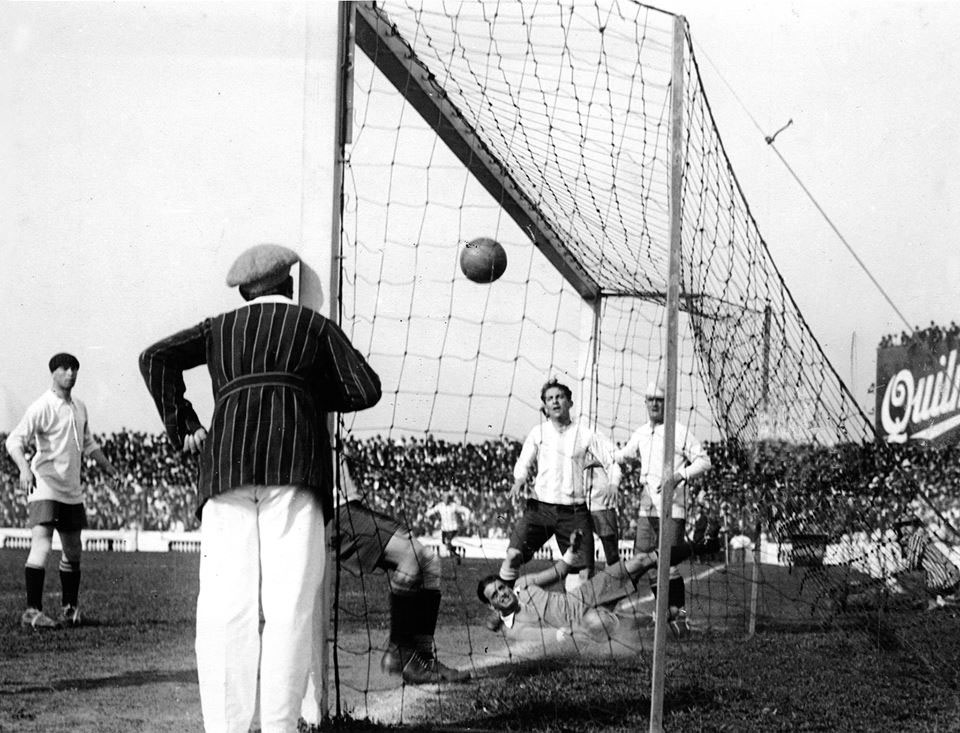
Cesáreo Onzari de Argentina anotando un gol olímpico a Uruguay en el Estadio Sportivo Barracas. Este fue el primer gol marcado directo de saque de esquina, en 1924.

Es posible anotar con un saque de esquina si se le da suficiente desvío al tiro, o si el viento sopla hacia la portería. El portero generalmente es considerado culpable si se marca un gol de esquina.
Este tipo de gol se denomina «gol olímpico». El 14 de junio de 1924, la International Football Association Board (IFAB) legalizó formalmente la puntuación de esta manera; el primer gol de este tipo lo marcó el 2 de octubre de 1924 el argentino Cesáreo Onzari contra Uruguay, que acababa de ganar el título olímpico de 1924.
Durante décadas, los angloparlantes generalmente usaron el término «Olympic goal». Pero en el siglo XXI se ha visto el aumento en el uso de «Olympico goal», derivada del término español y portugués gol olímpico ampliamente utilizado en América Latina. El periodista deportivo estadounidense Max Bretos lo ha utilizado en Fox Soccer Channel en los Estados Unidos, lo que refleja la influencia latina en la cultura del deporte allí. Prácticamente todos los informes sobre el gol de Megan Rapinoe en el partido por la medalla de bronce en los Juegos Olímpicos de Tokio 2020 se refieren a él como un Olympico goal.

## Córner en lugar de gol en propia puerta desde la reanudación
La mayoría de los métodos para reiniciar el juego no permiten marcar un gol en propia propia puerta directamente desde el reinicio; si el balón entra directamente en la portería, se concede un córner en su lugar. Este es el caso del saque inicial, saque de meta, balón a tierra, saque de banda, saque de esquina, y tiro libre (directo o indirecto). Dichos incidentes son extremadamente raros y, en algunos casos, requieren circunstancias inusuales o extraordinarias para que ocurran (por ejemplo, un balón de un saque de esquina tendría que recorrer todo el largo del campo y entrar en la propia meta del pateador sin ser tocado por ninguna otra parte por otro jugador).
En un partido de la Tercera División inglesa de la temporada 1983-84, al Millwall se le atribuyó incorrectamente un gol contra el Wimbledon en lugar de un saque de esquina, cuando el pase hacia atrás de tiro libre de Wally Downes eludió a Dave Beasant desprevenido. En un partido la Premier League 2002-03, el Birmingham City anotó cuando el portero del Aston Villa, Peter Enckelman, falló el saque de banda de Olof Mellberg, quien reaccionó consternado pero luego afirmó que no había hecho contacto y que el gol no debería haber sido galardonado. Su reacción pudo haber persuadido al árbitro David Elleray de que Enckelman había rozado la pelota; El director técnico Graham Taylor sugirió que demostraba que no estaba al tanto de la regla de la esquina, una acusación que Enckelman negó.

## Historia

### Antecedentes

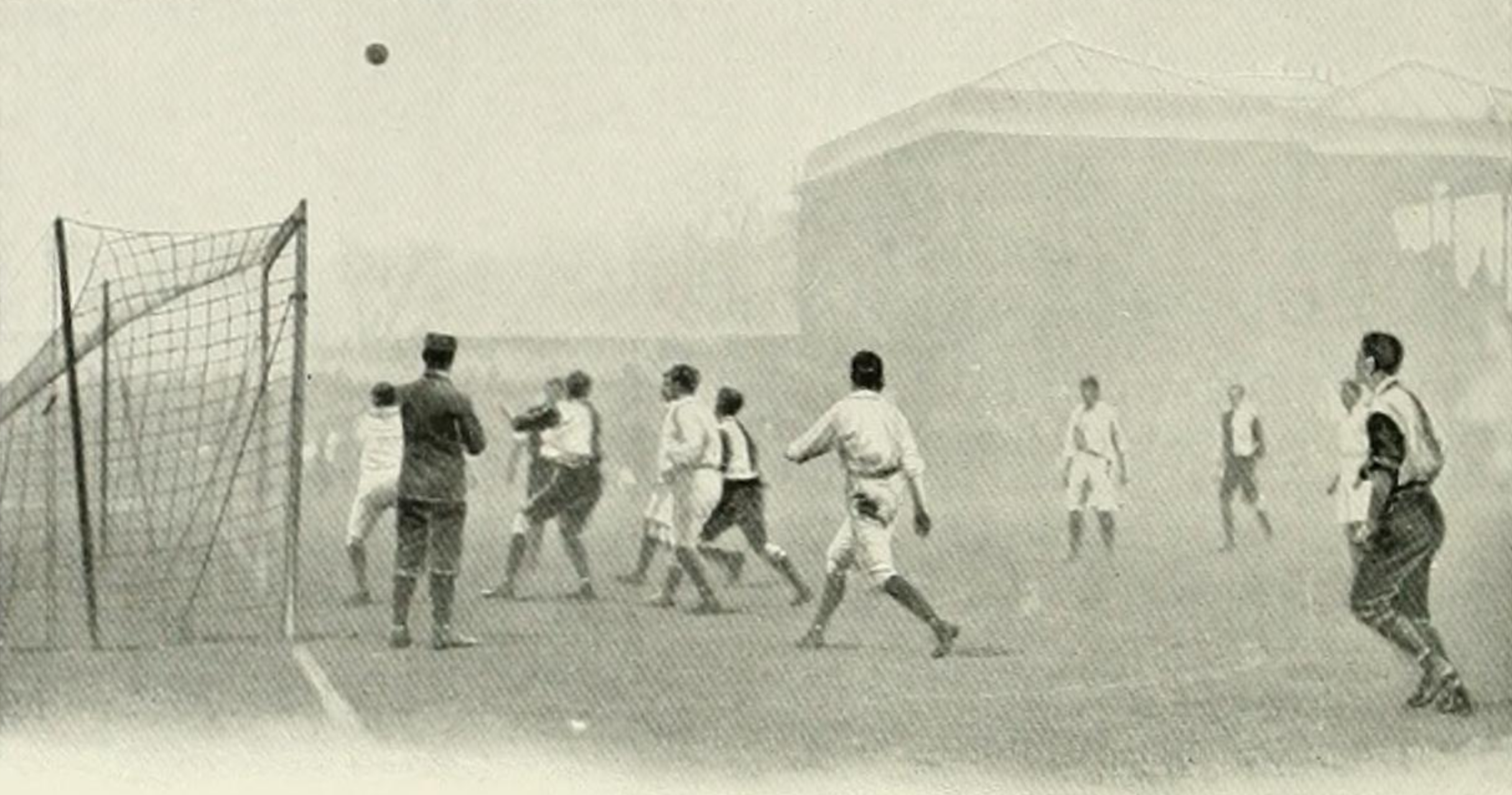
Un saque de esquina en el partido anual del Oxford contra el Cambridge (fotografía publicada en 1905).

Bajo las reglas originales de 1863 de la Asociación de Fútbol (FA, por sus siglas en inglés), un balón pateado detrás de la línea de gol se trataba de manera similar al rugby actual: si un jugador atacante lo tocaba primero, el equipo atacante recibía un tiro libre al arco (similar a una conversión en rugby), mientras que si un jugador defensor lo tocaba primero, se concedía un saque de meta al equipo defensor. Estas reglas se simplificaron posteriormente, de modo que en 1867 se concedía un saque de meta en todas las circunstancias, independientemente del equipo que tocara el balón.
Durante este período, los clubes de Sheffield jugaron su propio código distintivo de fútbol. Las leyes promulgadas a principios de marzo de 1867 por la recién formada Asociación de Fútbol de Sheffield contenían una regla similar: se otorgaba un saque de meta cada vez que el balón pasaba detrás de la línea de gol, independientemente del equipo que lo tocara.
Un problema con estas primeras reglas se mencionó en la reunión de la FA de 1867:

Cuando un lado era mucho más débil que el otro, los jugadores desperdiciaban una gran cantidad de tiempo al dejar que el balón pasara intencionalmente detrás de su propia línea de gol (en algunos casos pateándolo allí ellos mismos), especialmente en el juego contra el tiempo.

### Introducción en las reglas de Sheffield
El Sheffield Mechanics' Football Club ya había utilizado una regla anterior que preveía un saque de banda desde el banderín de esquina para la temporada 1865-66:

Cuando la pelota está en contacto, el lado que primero la toca debe llevarla al borde del área en el lugar donde entró y lanzarla en línea recta por lo menos seis yardas, y debe tocar el suelo antes de entrar en contacto con cualquier jugador, excepto que sea expulsado por los lados de la portería, entonces debe ser llevado al banderín de esquina y arrojado.

El saque de esquina en sí se sugirió en una carta al editor del Sheffield Daily Telegraph publicada el 22 de marzo de 1867. El autor, escribiendo bajo el seudónimo de "Rouge", argumentó que la regla vigente en ese momento era "un gran incentivo para el juego sucio y deshonroso, ya que es manifiestamente ventajoso para un lado defensor permitir que la pelota pase su línea de gol, ellos tienen la gran ventaja o un tiro libre". En cambio, sugirió Rouge, "cuando el balón se patea detrás de la línea de gol, los jugadores [deberían] correr para el toque, y el lado que gana el toque, patea desde el banderín de esquina más cercano".
El saque de esquina se introdujo en el fútbol de Sheffield al año siguiente, como resultado de un cambio de reglas propuesto por el Norfolk F. C. La regla, adoptada en octubre de 1868, decía:

Cuando el balón se patea por encima de la barra de la portería, debe ser pateado por el lado detrás de cuya portería pasó, dentro de las seis yardas del límite de su portería. El lado que así patea el balón tiene derecho a un saque de salida justo en la forma que le plazca; no se permite que el lado opuesto se acerque a menos de seis yardas del balón. Cuando el balón se patea detrás de la línea de meta, un jugador del lado opuesto al que lo pateó, lo pateará desde el banderín de esquina más cercano;  ningún jugador debe estar dentro de las seis yardas del balón hasta que sea pateada.

Esta forma de Sheffield del tiro de esquina tenía dos diferencias significativas con la versión actual:
- El saque de esquina se puede otorgar al equipo atacante o al defensor, según el equipo que pateó el balón detrás de la línea de gol.
- Cuando el balón fue pateado directamente por encima del travesaño, por cualquiera de los equipos, se concedió un saque de meta al equipo defensor.[35]

Los clubes de Sheffield mantendrían esta forma de regla de saque de esquina hasta que adoptaron las reglas de la FA al por mayor en 1877.

### Introducción al fútbol
En 1872, la Asociación de Sheffield introdujo con éxito el saque de esquina en el código de la Asociación de Fútbol. La nueva regla de la FA era idéntica a la regla Sheffield, como se describe anteriormente.

### Cambios de 1873
El año siguiente, 1873, la regla de la FA fue reescrita, bajo una propuesta del Great Marlow F. C., esencialmente a su forma actual:
- Cuando el equipo atacante pateaba el balón detrás de la línea de gol, se concedía un saque de meta al equipo defensor.
- Cuando el equipo defensor pateaba el balón detrás de la línea de gol, se concedía un saque de esquina al equipo atacante.

La regla de la FA de 1873 decía:

Cuando el balón es pateado detrás de la línea de meta por uno del lado contrario, será pateado por cualquiera de los jugadores detrás de cuya línea de meta pasó, dentro de las seis yardas del poste de meta más cercano; pero si es pateado por detrás por cualquiera del lado cuya línea de meta está, un jugador del lado opuesto lo pateará desde el banderín de esquina más cercano. En cualquier caso, ningún otro jugador podrá estar dentro de las seis yardas del balón hasta que sea pateado.

### Desarrollos posteriores

#### Nombre
El nombre "saque de esquina" (en inglés, corner-kick) aparece por primera vez en las reglas de 1883. Antes de esto, se utilizó la frase "saque del banderín de esquina" (1875).

#### Posición del saque
En 1874, se permitió que el saque se ejecutara desde una yarda de la bandera de la esquina, en lugar de la bandera misma.

#### Posición de otros jugadores
Inicialmente, a todos los demás jugadores se les prohibió estar a menos de seis yardas del balón en un saque de esquina; esto se modificó para todos los jugadores oponentes en 1888. En 1913 y 1914, la distancia se incrementó de seis a diez yardas. En 2006, la distancia mínima se especificó en diez yardas desde el área de la esquina, en lugar de desde el balón.

#### Poner el balón en juego
En 1905, se especificó que el balón "debe dar una vuelta completa o recorrer la distancia de su circunferencia" antes de estar en juego. En 1997, se eliminó este requisito: entraba en juego tan pronto como se pateaba y se movía. En 2016, se especificó que este debe moverse "claramente".

#### Fuera de juego en un saque de esquina
Cuando se introdujo por primera vez en 1872, se requería que el saque de esquina se ejecutara desde el banderín de la esquina, lo que hacía imposible que un jugador atacante estuviera en posición de fuera de juego directamente desde una esquina. En 1874, se permitió ejecutar el tiro hasta una yarda del banderín de esquina, abriendo así la posibilidad de que un jugador estuviera en posición de fuera de juego por adelantarse al balón. En la Conferencia Internacional de Fútbol de diciembre de 1882, se acordó que un jugador no debería estar fuera de juego en un saque de esquina; este cambio se incorporó a las reglas del fútbol en 1883.

#### Marcar un gol de saque de esquina
Cuando se introdujo por primera vez en 1872, no había restricciones para marcar un gol directamente de un saque de esquina. En 1875, esto estaba prohibido, pero posteriormente fue legalizado por la reunión de la IFAB del 15 de junio de 1924 a partir de la temporada siguiente, y actualmente se lo conoce como gol olímpico. En 1997, se modificaron las reglas para eliminar la posibilidad de marcar un gol en propia puerta directamente de un saque de esquina.

#### Tocar dos veces el balón en un saque de esquina
Cuando se introdujo por primera vez en 1872, no había restricciones para regatear en un saque de esquina. En 1875, esto cambió: estaba prohibido que un jugador volviera a tocar el balón después de ejecutar un saque de esquina, antes de que otro jugador hubiera tocado el balón.
En 1924, esta restricción se eliminó accidentalmente, como consecuencia no deseada del cambio de ley que permitía marcar un gol directamente desde un saque de esquina. Esta posibilidad fue aprovechada por el extremo del Everton Sam Chedgzoy en un partido contra el Arsenal el 15 de noviembre de ese año. A fines de noviembre, la IFAB emitió instrucciones de emergencia para prohibir nuevamente el regate. La regla fue enmendada formalmente para prohibir el regate en la próxima reunión anual de la IFAB, en 1925.

#### Castigo por infracción
En 1882, se concedía un tiro libre indirecto cuando el jugador que realizaba el saque de esquina tocaba el balón de nuevo antes de que lo hubiera tocado otro jugador. En 1905, se concedió un tiro libre indirecto por cualquier infracción en un saque de esquina.
Estas sanciones fueron eliminadas accidentalmente de las reglas en 1924, como se describe anteriormente. En 1930 se restablecieron ambas penas. En 1973, el remedio para las infracciones distintas del doble toque se cambió a una repetición.

#### Marcas del campo
La marca del campo de un cuarto de círculo de una yarda se menciona explícitamente por primera vez en las reglas del fútbol en 1938, pero aparece en el diagrama del campo ya en 1902. En 1995, éstas se actualizaron para permitir explícitamente marcas opcionales en la línea de gol a 11 yardas del banderín de esquina, en ángulo recto con la línea de gol, para ayudar al árbitro a imponer la distancia mínima desde el saque de esquina. En 2008, se permitieron marcas opcionales similares en ángulo recto con las líneas de banda. (en 1977, la FA escocesa había propuesto una marca de campo adicional de un cuarto de círculo con un radio de 11 yardas para este propósito, pero la sugerencia fue rechazada).

#### Utilizar como desempate
A principios de la década de 1920, algunos partidos benéficos comenzaron a utilizar los saques de esquina como desempate para evitar repeticiones. En respuesta, las reglas del fútbol se modificaron en 1923 para establecer explícitamente que el gol era el único medio de anotar y que se empataba un partido que terminaba con el mismo número de goles marcados. A pesar de esto, la Dublin City Cup (hasta la década de 1960) y la Dublin and Belfast Inter-City Cup (en la década de 1940) utilizaron el conteo de esquinas como desempate en las rondas eliminatorias. El uso de saques de esquina de esta manera nunca fue aprobado por la IFAB, y en 1970 la misma respaldó la tanda de penaltis como su método aprobado para desempatar.

#### Resumen
Esta tabla incluye solo los saques desde el banderín de esquina otorgados al equipo atacante después de que el balón sale de juego sobre la línea de gol. Para los tiros concedidos al equipo defensor, véase el artículo sobre el saque de meta.
| Fecha            | Otorgado cuando | Ubicación del saque de esquina                    | Distancia mínima requerida (compañeros) | Distancia mínima requerida (oponentes) | El pateador puede volver a jugar el balón antes de que sea tocado por otro jugador | Se puede marcar un gol de ataque con un saque de esquina | Se puede marcar un gol en propia puerta de un saque de esquina | El jugador puede estar fuera de juego en un saque de esquina |
| ---------------- | --- | ------------------------------------------------- | --------------------------------------- | -------------------------------------- | ---------------------------------------------------------------------------------- | -------------------------------------------------------- | -------------------------------------------------------------- | ------------------------------------------------------------ |
| 1872             | Balón tocado por última vez por un jugador del equipo defensor, y el balón no salió del juego directamente sobre la portería | Desde el propio banderín de esquina               | 6 yardas                                | 6 yardas                               | Sí                                                                                 | Sí                                                       | Sí                                                             | No                                                           |
| 1873             | Balón tocado por última vez por un jugador del equipo defensor                                                               | Desde el propio banderín de esquina               | 6 yardas                                | 6 yardas                               | Sí                                                                                 | Sí                                                       | Sí                                                             | No                                                           |
| 1874             | Balón tocado por última vez por un jugador del equipo defensor                                                               | Desde dentro de una yarda del banderín de esquina | 6 yardas                                | 6 yardas                               | Sí                                                                                 | Sí                                                       | Sí                                                             | Sí                                                           |
| 1875             | Balón tocado por última vez por un jugador del equipo defensor                                                               | Desde dentro de una yarda del banderín de esquina | 6 yardas                                | 6 yardas                               | No                                                                                 | No                                                       | No                                                             | Sí                                                           |
| 1883             | Balón tocado por última vez por un jugador del equipo defensor                                                               | Desde dentro de una yarda del banderín de esquina | 6 yardas                                | 6 yardas                               | No                                                                                 | No                                                       | No                                                             | No                                                           |
| 1888             | Balón tocado por última vez por un jugador del equipo defensor                                                               | Desde dentro de una yarda del banderín de esquina | Ninguno                                 | 6 yardas                               | No                                                                                 | No                                                       | No                                                             | No                                                           |
| 1913,1914        | Balón tocado por última vez por un jugador del equipo defensor                                                               | Desde dentro de una yarda del banderín de esquina | Ninguno                                 | 10 yardas                              | No                                                                                 | No                                                       | No                                                             | No                                                           |
| 1924 (junio)     | Balón tocado por última vez por un jugador del equipo defensor                                                               | Desde dentro de una yarda del banderín de esquina | Ninguno                                 | 10 yardas                              | Sí                                                                                 | Sí                                                       | Sí                                                             | No                                                           |
| 1924 (noviembre) | Balón tocado por última vez por un jugador del equipo defensor                                                               | Desde dentro de una yarda del banderín de esquina | Ninguno                                 | 10 yardas                              | No                                                                                 | Sí                                                       | Sí                                                             | No                                                           |
| 1997             | Balón tocado por última vez por un jugador del equipo defensor                                                               | Desde dentro de una yarda del banderín de esquina | Ninguno                                 | 10 yardas                              | No                                                                                 | Sí                                                       | No                                                             | No                                                           |